# Poskær Stenhus

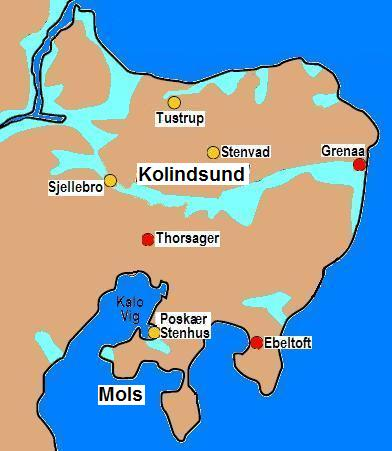
Lage auf Mols

Poskær Stenhus in Djursland, einer Halbinsel von Jütland, ist neben dem Runddysse von Vielsted eine der größten und der schönste Runddolmen in Dänemark. Er stammt aus der Jungsteinzeit etwa 3500–2800 v. Chr. und ist eine Megalithanlage der Trichterbecherkultur (TBK). Sie liegt an der Straße von Knebel nach Agri auf der Halbinsel Mols, einen Kilometer von Knebel entfernt in der Kommune Syddjurs. Neolithische Monumente sind Ausdruck der Kultur und Ideologie neolithischer Gesellschaften. Ihre Entstehung und Funktion gelten als Kennzeichen der sozialen Entwicklung.

## Beschreibung
Die Kammer liegt nicht mittig, sondern nach Nordosten hin versetzt im Randsteinkreis. Im südöstlichen Teil lag vielleicht ein zweiter, ausgegangener Dolmen. Damit wäre Poskær Stenhus eine der wenigen runden Steinsetzungen mit doppelter Kammer. Zwei Kammern sind bei dem Breddysse bei Kirke-Stillinge auf Seeland erhalten, ihr fehlt allerdings der Steinkreis. Bei den rechteckigen Einfassungen (Langdyssen bzw. Riesenbetten) sind mehrere Kammern (bis zu fünf) verbreiteter. Ob die runde Form (mit etwa 300 erhaltenen Anlagen) der Nachfolger der doppelt so häufigen rechteckigen ist, ist forschungsgeschichtlich offen. Poskær Stenhus wurde von der Trichterbecherkultur um 3300 v. Chr. angelegt. Der Steinkreis hat etwa 20 m Durchmesser. Er besteht aus 23 von ursprünglich 24 dicht stehenden, mehr als mannshohen und über fünf Tonnen schweren Randsteinen.

Poskær Stenhus
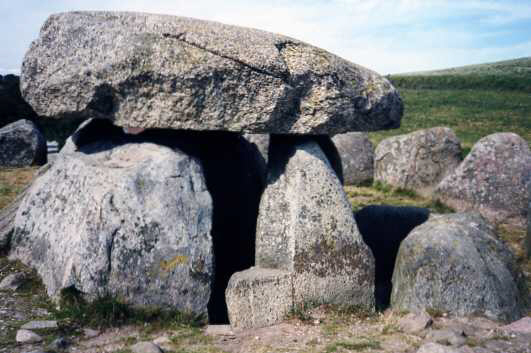
Poskær Stenhus, Kammer
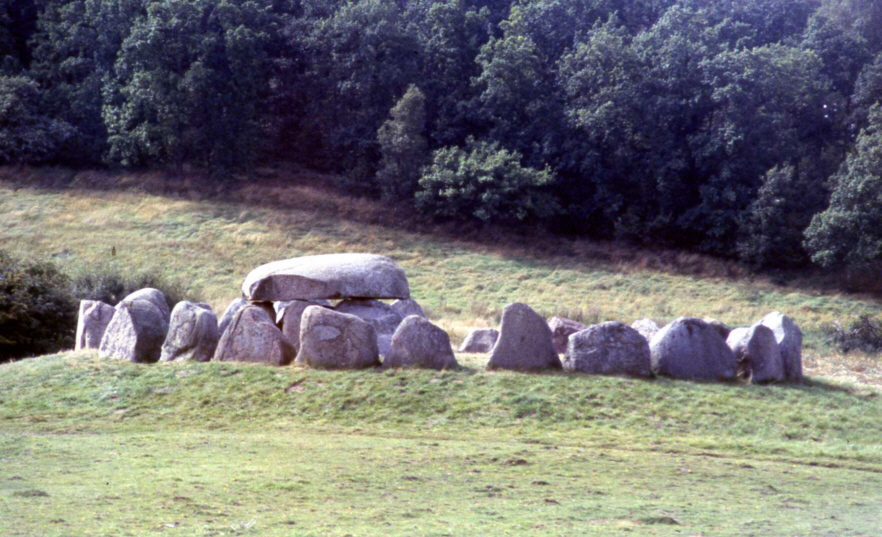
Poskær Stenhus von der Straße nach Agri aus gesehen
Poskær Stenhus, Grundriss
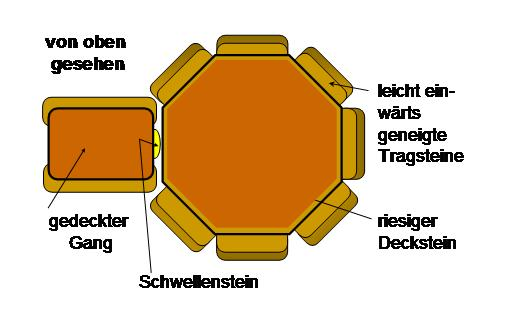
Schema Polygonaldolmen – von oben gesehen

Der Kammergrundriss entspricht einem Polygonaldolmen aus fünf Tragsteinen. Vom kurzen Gang ist eines von vermutlich zwei Tragsteinpaaren erhalten. Der Deckstein der Kammer wiegt 15 Tonnen und ist ein Zwillings- oder Paarstein. Er ist die eine Hälfte eines rötlichen Granit-Findlings. Die andere Hälfte wurde als 19 Tonnen schwerer Deckstein des Dolmen von Grovlegård oder Agri-Dolmen knapp zwei Kilometer nordöstlich verwendet. Paarsteine sind ein bekanntes geologisches Phänomen, man findet sie an vielen Stellen als natürliche Spaltprodukte durch Frost.